# Biên giới Canada–Hoa Kỳ
Biên giới Canada - Hoa Kỳ là đường biên giới phân chia hai nước Canada và Hoa Kỳ. Đây là biên giới quốc tế dài nhất trên thế giới giữa hai quốc gia. Biên giới trên cạn (bao gồm biên giới ở các vùng nước Ngũ Đại Hồ, Đại Tây Dương và Thái Bình Dương) dài 8.891 km (5.525 mi), trong đó 2.475 km (1.538 mi) là biên giới giữa Alaska với British Columbia và Yukon. Các cơ quan hiện chịu trách nhiệm tạo điều kiện thuận lợi cho việc đi lại hợp pháp qua biên giới Canada - Hoa Kỳ là Cơ quan Dịch vụ Biên giới Canada (CBSA) và Cơ quan Hải quan và Bảo vệ Biên giới Hoa Kỳ (CBP).

## Lịch sử

### Thế kỷ 18

vĩ tuyến 45 (được đánh dấu màu đỏ) được thiết lập làm biên giới giữa tỉnh Quebec và Hoa Kỳ trong Hiệp ước Paris

Hiệp ước Paris năm 1783 đã kết thúc Chiến tranh Cách mạng Hoa Kỳ giữa Vương quốc Anh và Hoa Kỳ. Trong điều khoản thứ hai của Hiệp ước, các bên đã đồng ý về tất cả các ranh giới của Hoa Kỳ, bao gồm, nhưng không giới hạn, ranh giới về phía bắc cùng sau đó - Bắc Mỹ thuộc Anh. Ranh giới được thỏa thuận bao gồm đường từ góc tây bắc của Nova Scotia đến đầu tây bắc của sông Connecticut, và đi dọc theo giữa sông đến vĩ tuyến 45 của vĩ độ bắc.
Vĩ tuyến được thiết lập vào những năm 1760 để làm ranh giới giữa các tỉnh Quebec và New York (bao gồm cả những gì sau này trở thành Bang Vermont). Tuyến đó do John Collins và Thomas Valentine khảo sát và đánh dấu từ năm 1771 đến năm 1773.

### Thể kỷ 19

#### Hiệp ước (1846)

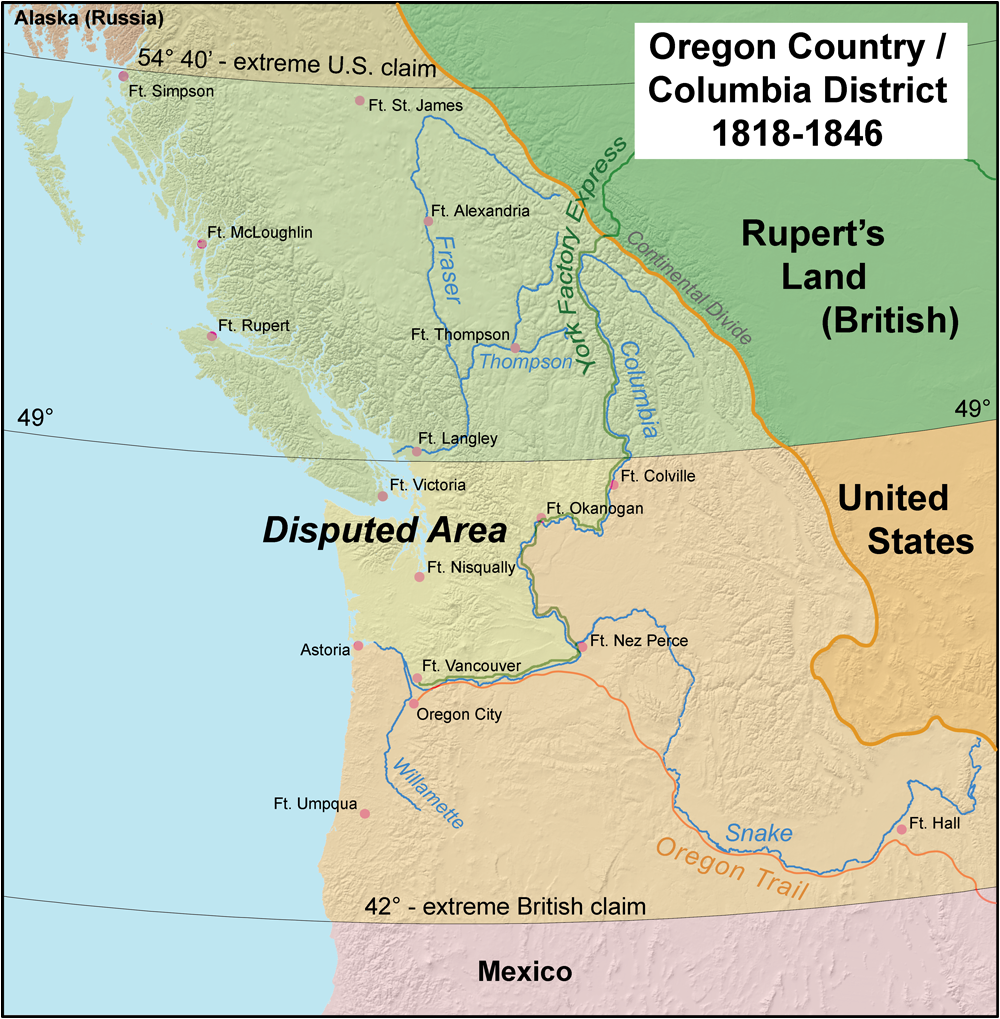
Bản đồ của Xứ Oregon tranh chấp, với các tuyên bố chủ quyền của Mỹ và Anh được đánh dấu. Tranh chấp được giải quyết trong Hiệp ước Oregon, đặt ranh giới dọc theo vĩ tuyến 49.

Một tranh chấp ranh giới năm 1844 trong nhiệm kỳ Tổng thống của James K. Polk đã dẫn đến lời tuyên bố ranh giới phía bắc của phía tây của núi Rocky là 54°40′N liên quan đến ranh giới phía nam của Lãnh thổ Alaska của Nga. Tuy nhiên, Vương quốc Anh muốn có một đường biên giới theo sông Columbia đến Thái Bình Dương. Tranh chấp đã được giải quyết trong Hiệp ước Oregon năm 1846, trong đó xác lập vĩ tuyến 49 làm ranh giới qua dãy Rocky.